# Pedro Luis Ronchino

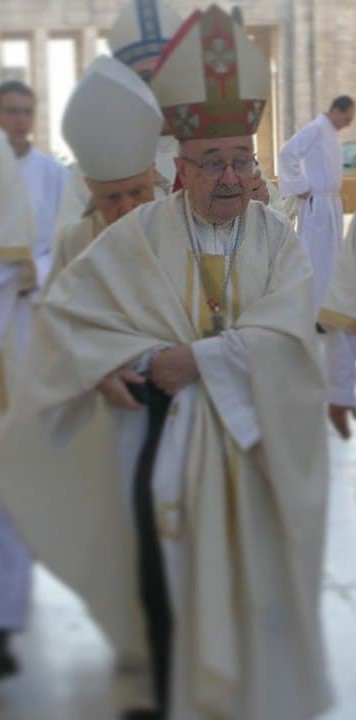
Pedro Luis Ronchino, 2020

Pedro Luis Ronchino SDB (* 18. Juni 1928 in Rosario; † 1. Juli 2020 in Córdoba) war ein argentinischer Ordensgeistlicher und römisch-katholischer Bischof von Comodoro Rivadavia.

## Leben
Pedro Luis Ronchino, Sohn italienischer Einwanderer, trat 1937 der Ordensgemeinschaft der Salesianer Don Boscos bei im Collegio San Giuseppe di Rosario bei. Seine Profess legte er am 30. Januar 1951 im salesianischen Haus "La Trinidad" in Ferré (Buenos Aires) ab und erhielt seine theologische Ausbildung in der Clemente Villada in Cordoba. Am 1. August 1954 empfing er die Priesterweihe durch Erzbischof Ramón José Castellano. An der Päpstlichen Salesianischen Universität "Rebaudengo" in Turin absolvierte er ein philosophisches Doktoratsstudium.
1958 kehrte er nach Argentinien zurück und wurde im 1966 Direktor des Theologischen Studiums Villada und zwei Jahre später des Post-Noviziats Michele Rua. 1968 wurde er zum Rektor der Päpstlichen Salesianischen Universität in Rom berufen und kehrte 1975 erneut nach Argentinien zurück und wurde Generalvikar des Bistums Comodoro Rivadavia. Nach dem Tode von Bischof Argimiro Daniel Moure Piñeiro SDB war er 1992|93 Diözesanverwalter in Comodoro Rivadavia.
Papst Johannes Paul II. ernannte ihn am 30. Januar 1993 zum Bischof von Comodoro Rivadavia. Der Erzbischof von Buenos Aires, Antonio Kardinal Quarracino, spendete ihm am 19. März desselben Jahres die Bischofsweihe; Mitkonsekratoren waren Rómulo García, Erzbischof von Bahía Blanca, und Jorge Arturo Meinvielle SDB, Bischof von Concepción. Sein bischöflicher Wahlspruch war „Oh María, Madre mía“. Am 19. Februar 2005 nahm Papst Johannes Paul II. seinen altersbedingten Rücktritt an.